# 高橋清 (宮城県議会議長)
高橋 清（たかはし きよし、1889年〈明治22年〉3月20日 - 1968年〈昭和43年〉10月7日）は、日本の政治家、宮城県議会議員（4期）。宮城県登米郡吉田村長（2期）。

## 来歴
宮城県登米郡吉田村（のち米山町、現・登米市）に生まれる。1912年〈明治45年〉早稲田大学を卒業。卒業後は河北新報社に入り、記者となる。退社後は、吉田村で開拓農場を開いた。
1929年〈昭和4年〉宮城県会議員に当選、1931年〈昭和6年〉に県議を退職し、吉田村長に就任した。村長を2年務め、1939年〈昭和14年〉に県議に復帰した。1947年〈昭和22年〉に宮城県議会議長に就任。同年吉田村長に返り咲いた。また、宮城県町村会会長も務めた（1949年〈昭和24年〉まで）。
1949年〈昭和24年〉の宮城県知事選挙に立候補したが、民主自由党に推された元代議士の佐々木家寿治に敗れた。吉田村長は1951年〈昭和26年〉まで務め、同年県議に復帰し、通算4期務めた。
その後は夕刊とうほく取締役、河北新報監査役、日本工業株式会社社長などを歴任した。1968年〈昭和43年〉に死去した。

## 栄典
- 1965年 - 勲五等瑞宝章[1]